# Sidney Mattos
Sidney José de Matos ou simplesmente Sidney Mattos (Rio de Janeiro, 31 de julho de 1952) é músico, arranjador e compositor. Ex-integrante do MAU (Movimento Artístico Universitário) se apresentou ao lado de Cartola, Geraldo Azevedo, Barrozinho, Tânia Maria, Marisa Gata Mansa, Jards Macalé, Nivaldo Ornelas, Pascoal Meirelles, Jards Macalé e Maria Alcina. Fez a direção musical de Gonzaguinha e Ivan Lins no início dos anos 70, bem como a participação em gravações de Elis Regina, Jorge Benjor e Evinha. Participou como assessor pedagógico do programa Canta Conto TVE/RJ, ao lado de Bia Bedran. São mais de duzentas composições gravadas, dez CDs autorais, cinco infantis e mais cinco instrumentais. São direções musicais para peças infantis e adultas, gravações em estúdio, televisão, teatros e concertos no Brasil, Europa e Índia. 

Sidney conquistou o respeito e o carinho de uma fiel legião de fãs e também de um público especializado que legitima, com sua opinião, a dimensão do seu talento, da sua arte. Profissionais do porte de Ivan Lins, Geraldo Azevedo, Aldir Blanc, Guinga, Zé Nogueira e Bia Bedran, entre outros, enxergam nele paixão e musicalidade ímpar. 